# La creatura
La creatura (The Unnamable) è un film del 1988 diretto da Jean-Paul Ouellette.
È un film horror statunitense con Charles Klausmeyer, Mark Kinsey Stephenson e Alexandra Durrell. È basato sul racconto breve del 1925 L'innominabile (The Unnamable) di H. P. Lovecraft. Il film vede un gruppo di studenti universitari che decidono di pernottare in una magione stregata del XVIII secolo.

## Produzione
Il film, diretto e sceneggiato da Jean-Paul Ouellette  sul soggetto di H.P. Lovecraft (autore del racconto), fu prodotto da Terry Benedict, Dean Ramser e dallo stesso Ouellette per la KP Productions, la Vidmark Entertainment e la Yankee Classic Pictures e girato con un budget stimato in 350.000 dollari.

## Distribuzione
Il film fu distribuito negli Stati Uniti dal giugno del 1988 in VHS dalla Vidmark Entertainment con il titolo The Unnamable.
Alcune delle uscite internazionali sono state:
- in Germania Ovest il 13 febbraio 1989 (White Monster)
- in Ungheria (White Monster)
- in Brasile (Abominável Criatura)
- in Serbia (Bezimeni uzas)
- in Spagna (El innombrable)
- in Polonia (Nienazwane)
- in Italia (La creatura)

## Promozione
La tagline è: "There are things on God's Earth that we can't explain and we can't describe. From the depths of Hell comes..".

## Critica
Secondo il Morandini il film è una "sagra del già visto e del già udito, raccontata in modi pecorecci e con personaggi da fotoromanzo scemo".

## Sequel
La creatura ha avuto un seguito: The Unnamable II: The Statement of Randolph Carter del 1992.